# Корейская одиссея
«Корейская одиссея» (кор. 화유기, Хваюги, Hwayugi, англ. A Korean Odyssey) — южнокорейский телесериал 2017 года. В главных ролях снялись Ли Сын Ги, Чха Сын Вон, О Ён Со, Ли Хон Ки и Чан Гван. Он транслировался на tvN с 23 декабря 2017 по 4 марта 2018 года по субботам и воскресеньям в 21:00 (UTC+9). Всего телесериал включает 20 серий.

## Сюжет
Маленькая Чжин Сон-ми с детства способна видеть призраков и разговаривать с ними. Из-за этого ее поведение казалось окружающим странным и они издевались над ней, а призраки - нападали.
Однажды она встречает загадочного "волшебника" Ма Вана, который заключает с ней сделку - она принесет ему веер, которым можно потушить огромный пожар, бушующий на горе, из тайного дома в лесу, а он взамен обменяется с ней зонтиками, ибо его зонт может отгонять призраков. Однако, он предупреждает ее, что чтобы она ни увидела и ни услышала в том доме - ни в коем случае не обращать на это внимание. Девочка соглашается. Но в том доме она встречает бога по имени Сон О Гон, который был заточен туда за свои грехи. О Гон просит освободить его, а взамен станет защитником маленькой Сон-ми от демонов, стоит ей лишь позвать его по имени. Однако, оказавшись на свободе, коварный бог нарушает сделку и стирает воспоминания о своем имени из памяти Сон-ми, и исчезает, оставив девочку одну. Также он предупреждает ее, что за свое освобождение ее накажут Небеса.
Проходят годы, Сон-ми выросла и стала преуспевающей бизнес-леди, директором компании по недвижимости и с успехом проворачивает крупные сделки, особенно на здания, которые населены призраками и плохо продаются. Помня о том предательстве из детства, она научилась сама справляться со всеми трудностями и в качестве защиты от демонов использует свой желтый зонтик, который остался у нее с детских лет. Однажды в ее жизни вновь появляется Сон О Гон, а затем и Ма Ван.

## В ролях
- Ли Сын Ги (Ли Сын Ки) — Сон О Гон[2]
- Чха Сын Вон — У Хви / У Ма Ван[3][4]
- О Ён Со — Чжин Сон Ми / Самджан[5]
- Ли Хон Ки — Чо Пхаль Ге[6]
- Чан Гван — Юн Дэ Сик / Са О Чжон[7]

## Рейтинги
| № серии | Дата показа     | AGB Nielsen Ratings | AGB Nielsen Ratings | TNmS Ratings |
| № серии | Дата показа     | Национальный        | Сеул                | TNmS Ratings |
| ------- | --------------- | ------------------- | ------------------- | ------------ |
| 1       | 23 декабря 2017 | 5.290 %             | 5.933 %             | 4.9 %        |
| 2       | 24 декабря 2017 | 4.849 %             | 5.292 %             | 5.4 %        |
| 2       | 25 декабря 2017 | 5.623 %             | 6.659 %             | 6.2 %        |
| 3       | 6 января 2018   | 5.614 %             | 6.125 %             | 7.1 %        |
| 4       | 7 января 2018   | 6.060 %             | 6.439 %             | 7.0 %        |
| 5       | 13 января 2018  | 6.102 %             | 6.473 %             | 6.2 %        |
| 6       | 14 января 2018  | 6.942%              | 7.749%              | 7.2 %        |
| 7       | 20 января 2018  | 5.131 %             | 5.044 %             | 6.1 %        |
| 8       | 21 января 2018  | 5.822 %             | 5.949 %             | 6.4 %        |
| 9       | 27 января 2018  | 5.054 %             | 5.539 %             | 5.8 %        |
| 10      | 28 января 2018  | 6.271 %             | 6.987 %             | 6.6 %        |
| 11      | 3 февраля 2018  | 5.705 %             | 5.702 %             | 6.5 %        |
| 12      | 4 февраля 2018  | 5.605 %             | 6.122 %             | 6.1 %        |
| 13      | 10 февраля 2018 | 4.397 %             | 4.365 %             | 5.0 %        |
| 14      | 11 февраля 2018 | 5.517 %             | 5.810 %             | 6.2 %        |
| 15      | 17 февраля 2018 | 3.586%              | 3.516%              | 4.5%         |
| 16      | 18 февраля 2018 | 4.250 %             | 4.565 %             | 4.6 %        |
| 17      | 24 февраля 2018 | 3.821 %             | 3.819 %             | 5.0 %        |
| 18      | 25 февраля 2018 | 5.472 %             | 5.708 %             | 6.2 %        |
| 19      | 3 марта 2018    | 5.945 %             | 6.205 %             | 6.8 %        |
| 20      | 4 марта 2018    | 6.881 %             | 6.924 %             | 7.4%         |
| Средний | Средний         | 5.415%              | 5.713%              | 6.1%         |

## Пояснения
1. ↑  Оригинальное название «Хваюги» записывается ханчой как «Хуа Юцзи» (кит. трад. 花遊記, пиньинь huā yóujì, палл. хуа юцзи). Эти иероглифы означают «прекрасный/пёстрый/невообразимый» и «путешествие». Так что название сериала можно перевести как «Удивительное путешествие» или же «Одиссея» — метафора длительного путешествия с приключениями.